# Lafayette Building
El Lafayette Building era un edificio de oficinas de gran altura ubicado en 144 West Lafayette Boulevard en el Downtown de Detroit, la ciudad más poblada del estado de Míchigan (Estados Unidos). Fue construido en 1923 y ocupaba un lote triangular, bordeado por Michigan Avenue, West Lafayette Boulevard y Shelby Street. Tenía 14 pisos de altura, un sótano y 13 plantas sobre rasante. Fue diseñado en estilo neoclásico por C. Howard Crane, quien construyó muchos de los teatros de Detroit. Está construido principalmente con ladrillo, piedra caliza y terracota. Su forma triangular evocaba las formas del edificio Flatiron en Manhattan. Fue demoido en 2010.

## Historia
Fue construido por la asociación de George G. Epstean y Julius Herman como una propiedad de oficina especulativa de alta gama. En su interior había fuentes de mármol para beber y molduras de madera de nogal.
En sus primeros años, lo ocuparon Bohn Aluminum & Brass Company, las oficinas de la Corte Suprema de Míchigan y el Tribunal Fiscal del Estado, así como los tribunales que albergaría el Theodore Levin United States Courthouse. Tras años de mala administración y una base de inquilinos en declive, cerró en 1997.

### Demolición
La polémica demolición del edificio comenzó en octubre de 2009 y finalizó en la madrugada del 24 de febrero de 2010, cuando se derribó la última parte de la torre de 14 pisos.

## Características
La torre de 14 pisos de estilo neoclásico fue diseñada por el arquitecto C. Howard Crane, quien también diseñó los teatros Fox, United Artists y Fillmore en Downtown Detroit. El edificio de  21 740 m² está construido con ladrillo, terracota y piedra caliza.
El diseño de su planta en forma de V, único en Detroit, permitió que más oficinas tuvieran ventanas y luz solar natural.

## Galería

Ventanas cn grafitis
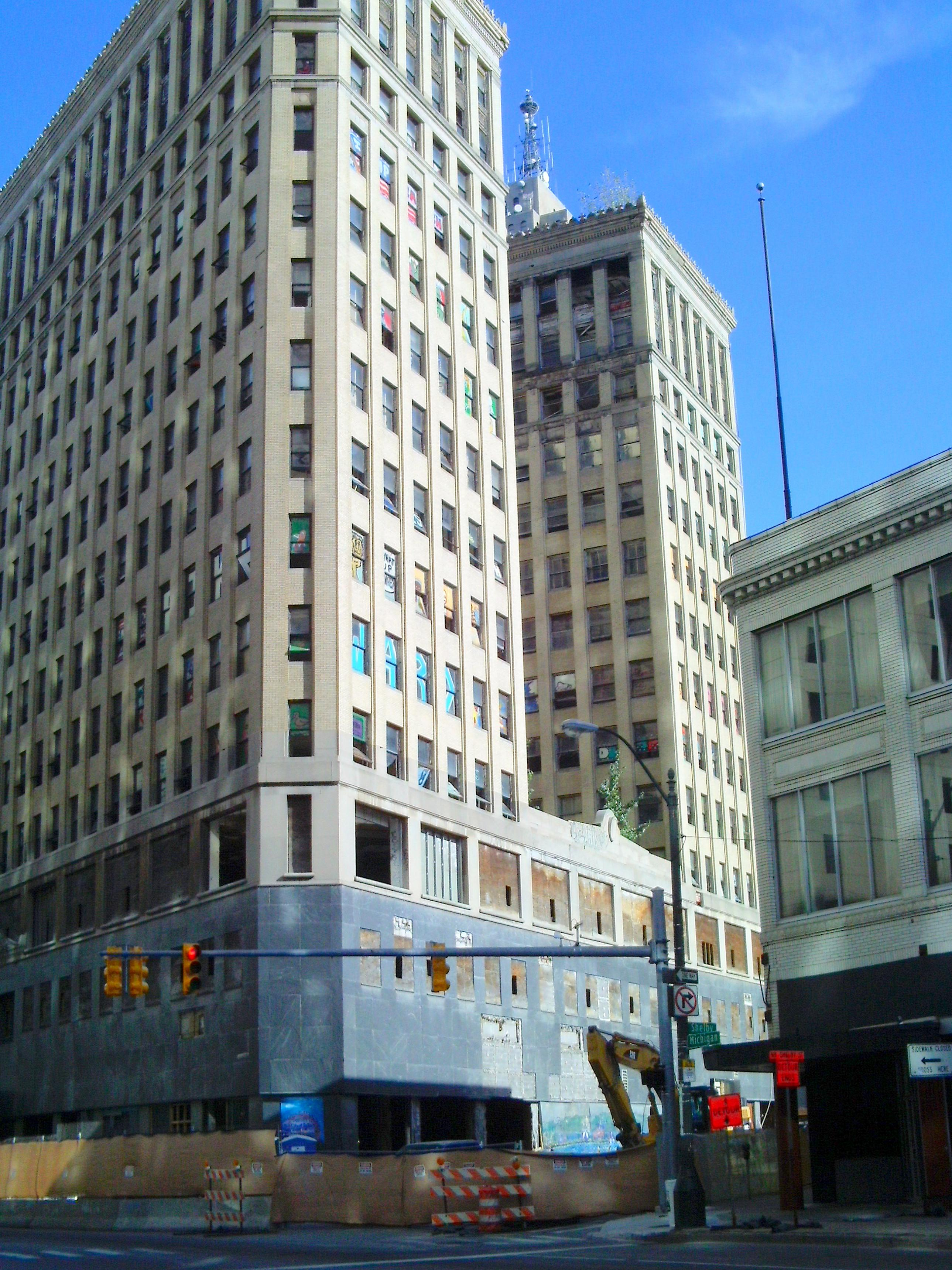
Comienzo de la demolición
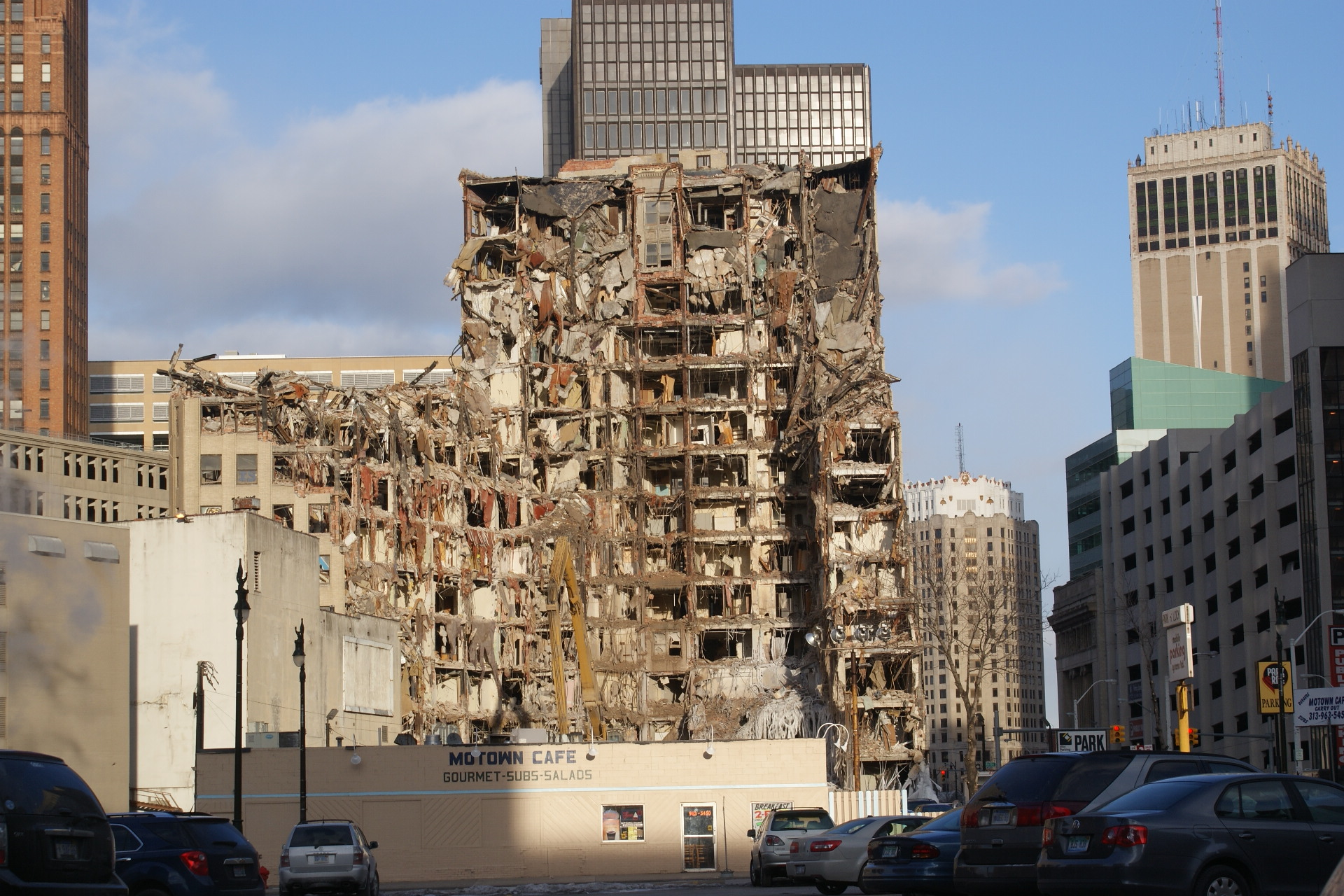
El edificio en proceso de demolición
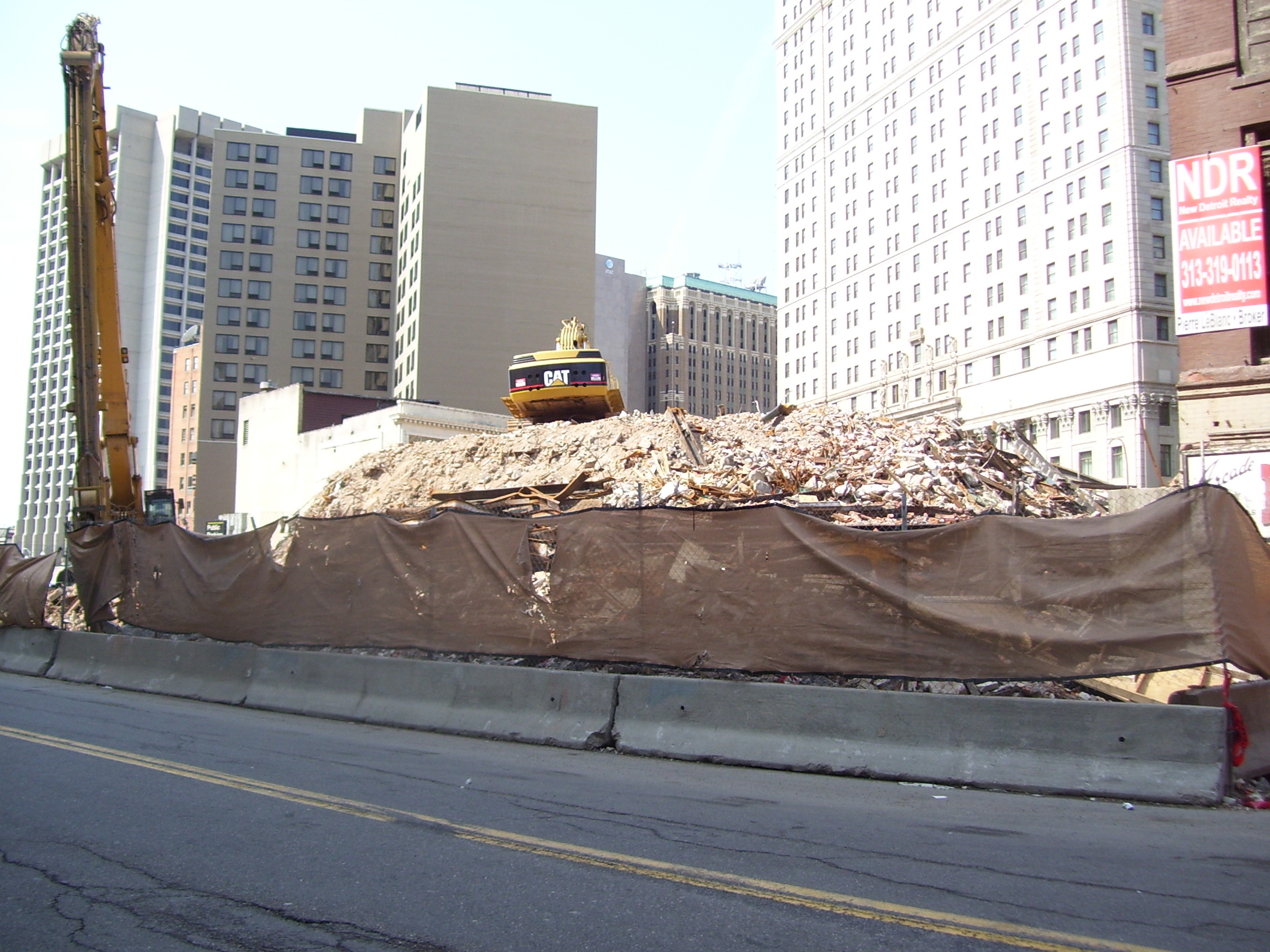
Escombros